# Garry Shandling
Garry Emmanuel Shandling (Chicago, 29 de novembre de 1949 – Los Angeles, 24 de març de 2016) va ser un comediant, actor, guionista, director, i productor estatunidenc. Conegut pel seu treball en It's Garry Shandling's Show, The Larry Sanders Show, i Captain America: The Winter Soldier.
Shandling va iniciar la seva carrera com a guionista per a diàlegs com Sanford and Son i Welcome Back, Kotter. Va fer presentacions successives en The Tonight Show estelaritzat per Johnny Carson, sent hoste freqüent d'aquest Show. Shandling va ser per molt temps considerat com el principal contendent per reemplaçar a Carson (encara que d'altres s'inclinaven per Joan Rivers, David Letterman, i David Brenner). En 1986 va crear The Larry Sanders Show, iniciant la seva transmissió al canal de cable pagat Showtime. Va ser nominat per a quatre premis Emmy (inclòs un per Shandling), el qual va continuar fins al 1990. El seu segon series, The Larry Sanders Show, que es va emetre per HBO des de 1992, va tenir major èxit. Shandling va ser nominat per 18 premis Emmy pel series, i va guanyar el Primetime Emmy Award for Outstanding Writing for a Comedy Series en 1998 (premi Emmy per a guionista d'una sèrie de comèdia), solament amb Peter Tolan, escrivint la sèrie final. Al cinema, Shandling va tenir un paper recurrent en Marvel Cinematic Universe, i va aparèixer en les pel·lícules Iron Man 2 i en Captain America: The Winter Soldier, i va fer la veu en Over the Hedge (el colom).
Durant les seves tres dècades de carrera, Shandling va ser nominat per 19 Primetime Emmy Awards i dues Golden Globe Awards, juntament amb moltes altres nominacions i premis. Va ser amfitrió al Grammy Awards per quatre vegades i va ser amfitrió pel Emmy Awards en tres ocasions.

## Biografia
Va començar la seva carrera escrivint per a comèdies com Sanford and Son i Welcome Back, Kotter. En 1986 va crear el show televisiu It's Garry Shandling's Show, per al canal Showtime, el qual va ser nominat a quatre premis Emmy (incloent un per Shandling). El programa va durar fins a 1990. El seu segon Show, The Larry Sanders Show, que es va estrenar en el canal de televisió HBO en 1992, va anar fins i tot més reeixit. Shandling va ser nominat a 18 Premis Emmy i va guanyar un en 1998, juntament amb Peter Tolan, per escriure el final de la sèrie.
Durant la seva carrera de tres dècades, Shandling ha estat nominat en 19 ocasions per als Emmy i en dos per als Globus d'Or, juntament amb altres premis i nominacions.

## Vida privada
Shandling és solter i ha divulgat molt poc sobre la seva vida personal. Tenia un germà major anomenat Barry, que va morir en 1960 amb tan sols 13 anys, a causa d'una fibrosi quística.
Va compartir un apartament amb Linda Doucett des de 1987 fins a 1994; en The Larry Sanders Show, Doucett va interpretar a Darlene, l'assistent de Hank Kingsley.
Després de la seva ruptura, va ser acomiadada del show, presentant posteriorment una demanda contra Shandling i la companyia de Brad Grey per assetjament sexual i acomiadament injustificat, el qual va ser resolt fora de la cort per un milió de dòlars.
Per promocionar Not Just the Best of the Larry Sanders Show, Larry va aparèixer Late Show with David Letterman, on va explicar que jugava molt al bàsquet i que havia començat a boxejar.

## Mort
Shandling va morir el 24 de març de 2016. El Departament de Policia de Los Angeles va comunicar que l'actor va sofrir sobtadament un col·lapse i va ser traslladat a un hospital, on va morir.

## Filmografia
| Any  | Títol                               | Rol                                        | Notes                       |
| ---- | ----------------------------------- | ------------------------------------------ | --------------------------- |
| 1990 | Mother Goose Rock 'n' Rhyme         | Jack (de la cançó infantil Jack and Jill). | Pel·lícula per a televisió  |
| 1993 | The Night We Never Met              | Mr. Vertisey                               | No acreditat                |
| 1994 | Love Affair                         | Kip DeMay                                  |                             |
| 1994 | Un dia de bojos (Mixed Nuts)        | Stanley                                    |                             |
| 1998 | Dr. Dolittle                        | Colom (veu).                               |                             |
| 1998 | Hurlyburly                          | Artie                                      |                             |
| 2000 | What Planet Are You From?           | Harold Anderson                            | També productor i escriptor |
| 2001 | Town & Country                      | Griffin Morris                             |                             |
| 2001 | Zoolander                           | Garry Shandling                            |                             |
| 2002 | Run Ronnie Run                      | Ell mateix                                 |                             |
| 2005 | Trust the Man                       | Dr. Beekman                                |                             |
| 2006 | Over the Hedge                      | Verne (veu).                               |                             |
| 2006 | Hammy's Bumerang Adventure          | Verne (veu).                               | Curtmetratge                |
| 2010 | Iron Man 2                          | Senador Stern                              |                             |
| 2011 | The Brain Storm                     | Garry Shandling                            | Curtmetratge                |
| 2012 | The Dictator                        | Inspector de salubritat                    | No acreditat                |
| 2014 | Captain America: The Winter Soldier | Senador Stern                              |                             |

## Televisió
| Any       | Títol                            | Rol                        | Notes                                                                   |
| --------- | -------------------------------- | -------------------------- | ----------------------------------------------------------------------- |
| 1984      | Garry Shandling: Alone in Vegas  | Ell mateix                 | Especial de comèdia verbal                                              |
| 1986?1990 | It's Garry Shandling's Show      | Garry Shandling            | 72 episodis; també co-creador, productor executiu i escriptor           |
| 1987      | Saturday Night Live              | Ell mateix (amfitrió).     | Episodi: «Garry Shandling/Los Lobos»                                    |
| 1990      | 32nd Annual Grammy Awards        | Ell mateix (amfitrió).     | Especial de televisió                                                   |
| 1991      | 33rd Annual Grammy Awards        | Ell mateix (amfitrió).     | Especial de televisió                                                   |
| 1991      | Garry Shandling: Stand-Up        | Ell mateix                 | Especial de comèdia verbal                                              |
| 1992      | The Ben Stiller Show             | Garry Shandling            | Episodi: «With Garry Shandling»                                         |
| 1992?1998 | The Larry Sanders Show'          | Larry Sanders              | 89 episodis; també co-creador, productor executiu, escriptor i director |
| 1993      | 35th Annual Grammy Awards        | Ell mateix (amfitrió).     | Especial de televisió                                                   |
| 1994      | 36th Annual Grammy Awards        | Ell mateix (amfitrió).     | Especial de televisió                                                   |
| 1996      | Dr. Katz, Professional Therapist | Garry (voice).             | Episodi: «Sticky Notes»                                                 |
| 1998      | Caroline in the City             | Steve                      | Episodi: «Caroline and the Marriage Counselor: Part 2»                  |
| 2000      | The X-Files                      | Ell mateix                 | Episodi: «Hollywood A.D.»                                               |
| 2000      | 52nd Primetime Emmy Awards       | Ell mateix (amfitrió).     | Especial de televisió                                                   |
| 2002      | My Adventures in Television      | Ell mateix                 | Episodi: «Death Be Not Pre-Empted»                                      |
| 2003      | 55th Primetime Emmy Awards       | Ell mateix (co-amfitrió).  | Especial de televisió                                                   |
| 2004      | 56th Primetime Emmy Awards       | Ell mateix (amfitrió).     | Especial de televisió                                                   |
| 2006      | Tom Goes to the Major            | Capità Pat Lewellen (veu). | Episodi: «Couple's Therapy»                                             |

### Com a guionista
Cinema:
- What Planet Are You From? (amb Michael Leeson, Ed Solomon i Peter Tolan) (2000).

Televisió:
- Sanford and Son (1975?1976).
- Welcome Back, Kotter (1976).
- The Harvey Korman Show (1978).
- Garry Shandling: Alone in Vegas (1984).
- The Garry Shandling Show: 25th Anniversary Special (1986).
- It's Garry Shandling's Show (1986?1990).
- The Larry Sanders Show (1992?1998).

## Nominacions

### Globus d'Or
| Any  | Categoria                                                             | Sèrie                  | Resultat |
| ---- | --------------------------------------------------------------------- | ---------------------- | -------- |
| 1996 | Globus d'Or al millor actor de sèrie de televisió - Comèdia o musical | The Larry Sanders Show | Nominat  |
| 1995 | Globus d'Or al millor actor de sèrie de televisió - Comèdia o musical | The Larry Sanders Show | Nominat  |